# ۲۰۴۴ (میلادی)
۲۰۴۴ (میلادی) ۲۰۴۴مین سال تقویم میلادی است.

## درگذشتگان
‎